# Geier (Tuxer Alpen)
Geier är en bergstopp i Österrike.   Den ligger i bergskedjan Tuxer Alpen i distriktet Innsbruck-Land och förbundslandet Tyrolen, i den västra delen av landet, 400 km väster om huvudstaden Wien. Toppen på Geier är 2 680 meter över havet, eller 10 meter över den omgivande terrängen. Bredden vid basen är 0,28 km.
Terrängen runt Geier är bergig åt sydost, men åt nordväst är den kuperad. Närmaste större samhälle är Hall in Tirol, 18,8 km nordväst om Geier. 
Trakten runt Geier består i huvudsak av gräsmarker. Runt Geier är det ganska tätbefolkat, med 67 invånare per kvadratkilometer.